# Samuel Pepys
Samuel Pepys (výslovnost /ˈpiːps/, 23. února 1633 City – 26. května 1703 Clapham) byl vysoký úředník anglického námořnictva, politik a diarista. Dlouhá léta stál v čele admirality (válečného námořnictva) a byl i poslancem, stoupencem restaurace Karla II.
Dnes je znám především pro svůj literárně hodnotný soukromý deník, který si vedl v letech 1660 až 1669 a který byl uveřejněn až v 19. století. Ten poskytuje jak vhled do jeho soukromého života a postojů, tak očité svědectví o důležitých veřejných událostech té doby, a tím patří k nejvýznamnějším primárním pramenům k dějinám Anglie 60. let 17. století. Deník Pepys začal psát 1. ledna 1660. Břitkým pohledem člověka žijícího v centru politického a kulturního dění zachytil veřejný i soukromý život tehdejšího Londýna. Jeho upřímné a živé záznamy vypovídají o dobové společnosti, ale i autorově osobním životě včetně manželských nevěr. Text obsahuje i nelichotivé poznámky o vlastní manželce, přátelích i o sobě samém. Autorův zhoršující se zrak ho donutil ukončit psaní deníku 31. května 1669